# 1969 în literatură
- 1968 în literatură — 1969 în literatură — 1970 în literatură

Anul 1969 în literatură a implicat o serie de evenimente și cărți noi semnificative.

## Cărți noi
- Paul Gallico- The Poseidon Adventure
- Jorge Amado - Tenda dos Milagres
- Kingsley Amis - The Green Man
- Poul Anderson - Satan's World
- William H. Armstrong - Sounder
- Penelope Ashe - Naked Came the Stranger
- Margaret Atwood - The Edible Woman
- Ray Bradbury - I Sing the Body Electric
- Melvyn Bragg - The Hired Man
- William S. Burroughs - The Last Words of Dutch Schultz
- Eric Carle - The Very Hungry Caterpillar
- Agatha Christie - Hallowe'en Party
- Merton H. Coleman - That Godless Woman
- March Cost - The Veiled Sultan
- Michael Crichton - The Andromeda Strain
- John Cheever - Bullet Park
- A. J. Cronin - A Pocketful of Rye
- L. Sprague de Camp - The Golden Wind
- Marion Eames - Y Stafell Ddirgel (The Secret Room)
- John Fowles - The French Lieutenant's Woman
- George MacDonald Fraser -  Flashman
- Graham Greene - Travels with My Aunt
- Sam Greenlee - The Spook Who Sat By the Door
- Günter Grass - Local Anaesthetic (Örtlich betäubt)
- Frank Herbert - Dune Messiah
- Robert E. Howard, L. Sprague de Camp și Lin Carter - Conan of Cimmeria
- David H. Keller - The Folsom Flint and Other Curious Tales
- Ursula Le Guin - The Left Hand of Darkness
- Elmore Leonard - The Big Bounce
- Doris Lessing - The Four-Gated City
- H. P. Lovecraft și alții - Tales of the Cthulhu Mythos
- Enzo Mainardi — scriitor, muzician, poet și pictor, membru important al mișcării artistice futuriste, publică, în regim propriu, La conquista dello spazio. Fantasie cosmiche – Cucerirea spațiului. Fantezii cosmice
- V. S. Naipaul - A House for Mr Biswas
- John D. MacDonald - Dress Her in Indigo
- Yukio Mishima - Runaway Horses
- Michael Moorcock - Behold the Man
- C. L. Moore - Jirel of Joiry
- Vladimir Nabokov - Ada sau ardoarea. O cronică de familie
- Don Pendleton - War Against The Mafia
- Chaim Potok - The Promise
- Manuel Puig - Little Painted Mouths
- Mario Puzo - The Godfather
- Ellery Queen - The Campus Murders
- Pauline Réage - Retour à Roissy
- Mordecai Richler - The Street
- Harold Robbins - The Inheritors
- Philip Roth - Portnoy's Complaint
- Irwin Shaw - Rich Man, Poor Man
- Raymond Spence - Nothing Black But A Cadillac
- Rex Stout - Death of a Dude
- Edward Streeter - Ham Martin, Class of '17
- Jacqueline Susann - The Love Machine
- Theodore Taylor - The Cay
- Colin Thiele - Blue Fin
- Jack Vance
  - The Dirdir
  - Emphyrio
  - Servants of the Wankh
- Mario Vargas Llosa - Conversation in the Cathedral
- Kurt Vonnegut - Slaughterhouse-Five
- Irving Wallace - The Seven Minutes
- Roger Zelazny
  - Creatures of Light and Darkness
  - Damnation Alley
  - Isle of the Dead

## Premii
- Premiul Nobel pentru Literatură: